# Nore Martin
Carl Edvard Nore Martin, född 31 juli 1859 i Jakob och Johannes församling, Stockholm, död 28 juli 1922 i Johannes församling, Stockholm, var en svensk militär. 
Martin blev underlöjtnant vid (Första) Göta artilleriregemente 1880, löjtnant 1886, var styresman för Åkers krutbruk 1892–1905, blev kapten vid regementet 1894 och vid Andra Svea artilleriregemente (Upplands artilleriregemente) 1896, major i armén 1905, fälttygmästare samt chef för Arméförvaltningens artilleridepartements militärbyrå från samma år, major vid Göta artilleriregemente samma år, överstelöjtnant i armén 1908, vid Smålands artilleriregemente från 1912 och överste i reserven 1913. Han invaldes som ledamot av Kungliga Krigsvetenskapsakademien 1903. Martin är begravd på Norra begravningsplatsen utanför Stockholm.